# هايدي مرسي
هايدي مرسي (مواليد 20 سبتمبر 1999) هي لاعبة خماسي حديث مصرية، مثّلت مصر في أولمبياد ريو 2016 وطوكيو 2020.

## روابط خارجية
- هايدي مرسي على موقع الاتحاد الدولي للخماسي الحديث (الإنجليزية)
- هايدي مرسي على موقع اللجنة الأولمبية الدولية (الإنجليزية)
- هايدي مرسي على موقع أوليمبيديا (الإنجليزية)